# Vietnam (miniserie)
Vietnam es una miniserie australiana de 1987 dirigida por John Duigan y Chris Noonan y protagonizada por Barry Otto, Nicole Kidman y Nicholas Eadie. Es una miniserie de 10 episodios con una duración de 45 minutos cada uno.

## Argumento
Estamos en Australia y la guerra de Vietnam está ocurriendo. Es un acontecimiento que la familia Goddard tiene que ver con sus ojos, en especial cuando su hijo mayor Phil es llamado a filas dentro de una gran controversia en el país, con mucha gente contraria a esa entrada en la guerra. Todo eso causa, que Mega, la hija adolescente de los Goddard y hermana pequeña de Phil se convierta en una de las personas más activas en el movimiento antiguerra del Vietnam.
Con todo ello el tiempo va transcurriendo de esta manera al respecto entre el frente y la retaguardia de esta guerra, en la que los australianos en general también se tienen que hacer durísimas reflexiones, ya que han enviado nuevamente tropas a otra contienda lejana sin recibir nada a cambio, excepto féretros y ataúdes.

## Reparto
| Actor          | Personaje       |
| -------------- | --------------- |
| Barry Otto     | Douglas Goddard |
| Nicole Kidman  | Megan Goddard   |
| Nicholas Eadie | Phil Goddard    |
| Veronica Lang  | Evelyn Goddard  |
| John Polson    | Serge           |
| Grace Parr     | Le              |
| Mark Lee       | Laurie Fellows  |
| Pauline Chan   | Lien            |

## Producción
La película fue filmada en Sídney, Australia, y en Tailandia, donde se tuvo que someter el rodaje a la supervisión de las autoridades de ese país. Cabe destacar, que tanto el ejército tailandés como el australiano ayudaron en la miniserie.

## Recepción
La miniserie tuvo tal éxito de audiencia, que Nicole Kidman, en su primer papel importante, pudo salta gracias a ella a la fama.
Hoy en día la miniserie ha sido valorada en diferentes portales cinematográficos y los críticos profesonales. En IMDb, por ejemplo, con 635 votos registrados, el filme obtiene una media ponderada de 7,6 sobre 10. También cabe destacar, que en La Vanguardia todos los usuarios registrados en ese periódico le dan a la miniserie una valoración positiva.